# Coco Gauff
Cori Dionne "Coco" Gauff, (Atlanta, 13 de março de 2004), é uma tenista americana. Ela é a mais jovem (13 anos) finalista do evento individual feminino Junior no US Open de 2017. Ela ganhou o Aberto da França Junior em 2018, a segunda mais jovem a conseguir tal feito. Ela também é a mais nova jovem a se classificar para o torneio principal de um Grand Slam, e também a jogadora mais jovem a se classificar para a chave principal no torneio de Wimbledon.
Em 9 de setembro de 2023, Gauff conquistou o US Open, seu primeiro título de Grand Slam.

## Vida pregressa
Gauff nasceu em 13 de março de 2004, filha de Candi (nascida Odom) e Corey Gauff, ambos de Delray Beach, Flórida. Ela tem dois irmãos mais novos, Codey que é quatro anos mais novo e Cameron que é nove anos mais novo. Seu pai jogou basquete universitário na Georgia State University e mais tarde trabalhou como executivo de saúde, enquanto sua mãe praticava atletismo na Florida State University e trabalhou como professora. Gauff cresceu em Atlanta e se interessou pelo tênis aos quatro anos de idade, depois de assistir Serena Williams vencer o Australian Open de 2009 na televisão. Seus pais a encorajaram a praticar vários esportes, incluindo basquete e atletismo. Ela começou a jogar tênis aos seis anos e decidiu que queria seguir carreira porque era um esporte individual e por causa de seu sucesso inicial ao vencer o campeonato nacional "Little Mo" para crianças de menos de oito anos. Gauff relembrou: "Eu não gostava muito de trabalhar em equipe. Adorava tênis. No começo, era mais ou menos porque quando era mais jovem não queria praticar nada. Só queria jogar com meus amigos. Quando fiz oito anos, foi quando joguei o 'Little Mo' e depois disso decidi fazer isso pelo resto da minha vida".
Quando Gauff tinha sete anos, sua família voltou para Delray Beach para que ela tivesse melhores oportunidades de treinamento. Eles inicialmente viveram com os pais de sua mãe antes de conseguir sua própria casa. Enquanto estava na Flórida, ela trabalhou com Gerard Loglo na "New Generation Tennis Academy" a partir dos oito anos. Os pais de Gauff desistiram de suas carreiras para se concentrar no treinamento da filha. Seu pai, mais tarde, se tornou seu treinador principal, enquanto sua mãe supervisionava seu ensino doméstico. Seu pai teve uma experiência limitada jogando tênis enquanto crescia. Aos dez anos, Gauff começou a treinar na Academia Mouratoglou, na França, dirigida por Patrick Mouratoglou, técnico de longa data de Serena Williams, Mouratoglou comentou: "Sempre me lembrarei da primeira vez que vi Coco. Ela veio para a Academia Mouratoglou em 2014 para fazer um teste e me impressionou com sua determinação, atletismo e espírito de luta ... Quando ela olha para você e diz você, ela será a número um, você só pode acreditar". Ele ajudou a patrocinar Gauff por meio de sua fundação "Champ'Seed", que ele criou para fornecer financiamento para juniores talentosos que não tinham recursos financeiros para pagar um treinamento de alto nível.
Gauff continuou a ter sucesso - vencendo o título "USTA Clay Court National" para crianças de 12 anos ou menos aos 10 anos e 3 meses - para se tornar a campeã mais jovem da história do torneio.

## Carreira júnior
Gauff é ex-número 1 júnior do mundo. Ela entrou no prestigioso torneio Les Petits As como 14 anos ou menos em 2016 aos 12 anos e chegou às semifinais. Gauff começou a jogar no ITF Junior Circuit aos 13 anos, pulando diretamente para os torneios de Grau A e Grau 1, os de nível mais alto. Ela terminou como vice-campeã para Jaimee Fourlis [en] em seu terceiro evento de carreira, o torneio de Grau 1 "Prince George's County Junior Tennis Championships" em Maryland. Em seu próximo evento, Gauff fez sua estreia júnior em Grand Slam no US Open de 2017 e terminou como vice-campeã para Amanda Anisimova. Ela não perdeu um set antes da final em nenhum dos torneios. Gauff se tornou a finalista feminina mais jovem da história do US Open.
Depois de começar 2018 com uma semifinal no torneio Grau 1 "Traralgon Junior International" na Austrália, Gauff perdeu sua primeira rodada no Australian Open. Ela não entrou em outro torneio de simples até o Aberto da França, onde conquistou seu primeiro título de torneio júnior em Grand Slam. Ela não perdeu um set até a final, onde recuperou de desvantagem para derrotar Caty McNally em três sets. Com o título, Gauff se tornou a quinta campeã individual feminina mais jovem da história do Aberto da França. Um mês depois, após outra vitória em final contra McNally no torneio Grau 1 "Junior International Roehampton", ela se tornou a número 1 júnior do mundo.
Gauff chegou às quartas de final em simples nos dois últimos torneios do Grand Slam do ano. Ela se saiu melhor em duplas em ambos os torneios, chegando às semifinais em Wimbledon com a parceira María Carlé [en] e ganhando seu primeiro título de duplas do Grand Slam júnior no US Open com McNally. Gauff e McNally derrotaram as compatriotas Hailey Baptiste [en] e Dalayna Hewitt [en] na final, todos em dois sets. Em setembro, Gauff representou os Estados Unidos na Junior Fed Cup com Alexa Noel [en] e Connie Ma. A equipe chegou à final contra a Ucrânia. Depois que Gauff ganhou sua partida de simples e Noel perdeu a dela, Gauff e Noel ganharam a Junior Fed Cup ao derrotar Lyubov Kostenko e Dasha Lopatetskaya por 11–9 em um tiebreak. Gauff terminou o ano com outro título de Grau A em simples no Orange Bowl. Ela terminou a temporada em segundo lugar no ranking mundial, atrás de  Clara Burel.

## Carreira profissional

### 2018–19: Quarta rodada em Wimbledon, primeiro título da WTA, Top 100

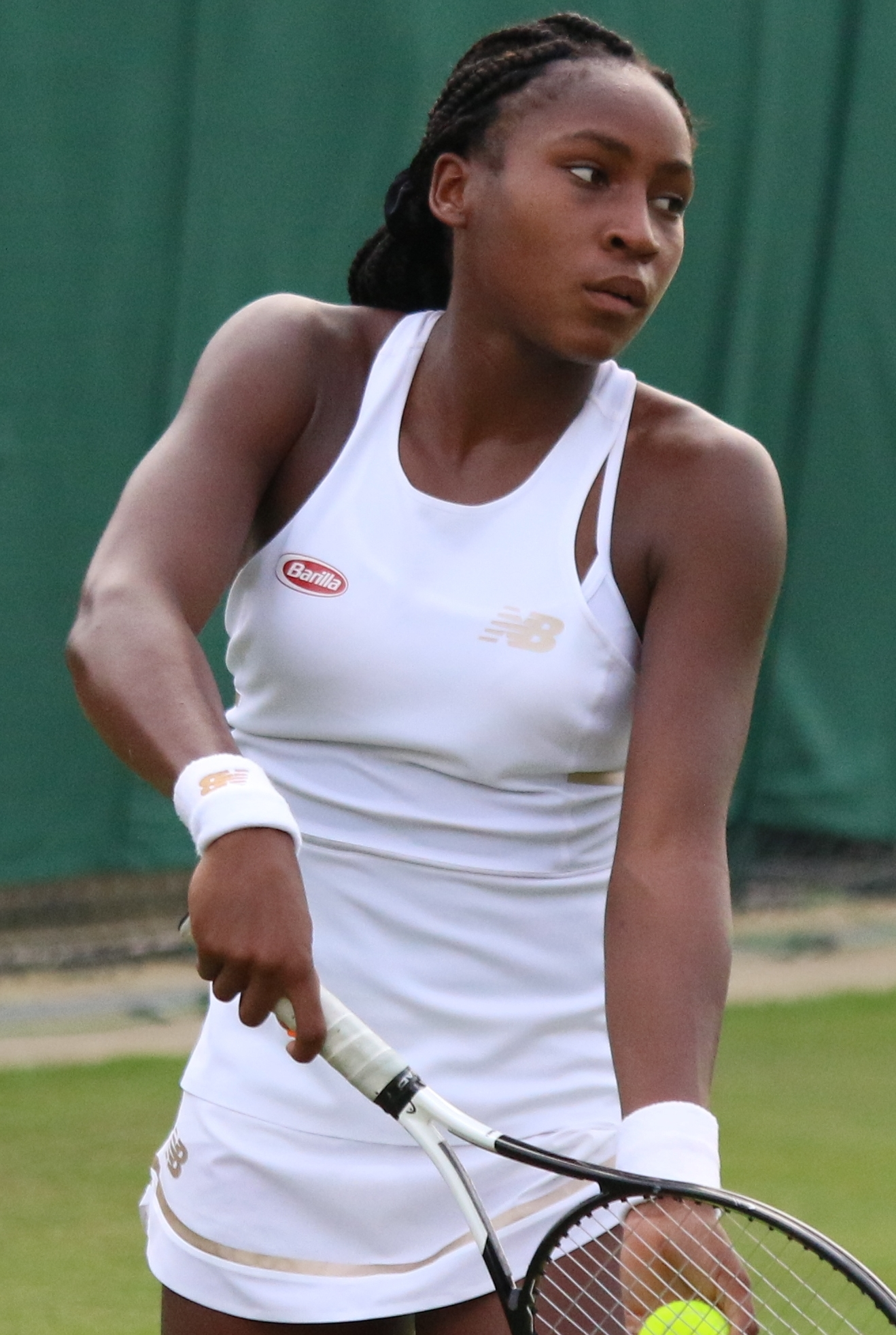
Coco Gauff em Wimbledon, 2019.

Gauff fez sua estreia no Circuito Feminino da ITF em maio de 2018, aos 14 anos, ela passou pela qualificatória no evento de US$ 25 mil em Osprey, onde venceu sua primeira partida profissional. Ela recebeu um "wild card" para a qualificatória no US Open de 2018, mas perdeu sua partida de abertura cinco meses depois de completar 14 anos.
Em seu primeiro torneio de 2019, ela terminou em segundo lugar em duplas no US$ 100K Midland Tennis Classic ao lado de  Ann Li. Duas semanas depois, Gauff jogou seu próximo evento no nível US$ 25k em Surprise e chegou às finais em simples e duplas. Ela terminou como vice-campeã em simples e ganhou seu primeiro título WTA em duplas ao lado de Paige Hourigan [en]. Em março, no Miami Open, ela registrou sua primeira vitória no WTA Tour contra Caty McNally. Gauff perdeu a segunda rodada das qualificatórias do Aberto da França. Em Wimbledon, ela derrotou Aliona Bolsova [en] e Greet Minnen [en]. Gauff se tornou a jogadora mais jovem a chegar à chave principal em Wimbledon a se classificar na "Era Aberta" aos 15 anos e três meses. Em sua estreia na chave principal, ela derrotou a pentacampeã de Wimbledon, Venus Williams, em dois sets. Gauff venceu Magdaléna Rybáriková e a N° 60 Polona Hercog, salvando dois match points contra Hercog. O entusiasmo em torno da vitória de Gauff na primeira rodada fez com que seu jogo da terceira fosse transferido para a quadra central. Ela foi eliminada com uma derrota na quarta rodada para a eventual campeã Simona Halep. Todas as quatro partidas de Gauff foram as mais assistidas na ESPN em seus respectivos dias durante a primeira semana de cobertura. Com este desempenho, ela subiu para o número 141 do mundo.
Gauff disputou um torneio da "US Open Series" o Washington DC Open, onde se classificou para a chave principal, mas perdeu na primeira rodada. Ela entrou no evento de duplas com McNally e derrotou Fanny Stollár e Maria Sanchez na final pelo primeiro título WTA da carreira em seu primeiro evento WTA juntas. No US Open, Gauff recebeu "wild card" nas chaves principais de simples e duplas. Ela continuou seu sucesso no Grand Slam em simples com duas vitórias em três sets sobre Anastasia Potapova e Tímea Babos, ambas no  Louis Armstrong Stadium. Ela foi derrotada na terceira rodada pela número 1 do mundo e defensora do título, Naomi Osaka. Em duplas, Gauff e McNally venceram duas partidas, incluindo uma reviravolta sobre as nonas cabeças de chave Nicole Melichar e Květa Peschke. Elas perderam na terceira rodada para as eventuais vice-campeãs Ashleigh Barty e Victoria Azarenka. Embora Gauff tenha perdido na qualificatória no Linz Open, ela entrou na chave principal como uma "lucky loser" e ganhou o título, derrotando notavelmente a primeira cabeça de chave Kiki Bertens nas quartas de final para sua primeira vitória entre as 10 primeiras. Ela derrotou Jeļena Ostapenko na final para se tornar a jogadora mais jovem do WTA a ganhar um título de simples desde 2004. Com este título, bem como uma semifinal em duplas com McNally, Gauff fez sua estreia entre as 100 primeiras no ranking da WTA de simples e duplas. Gauff e McNally terminaram o ano com um segundo título de duplas WTA no Luxembourg Open sobre Kaitlyn Christian [en] e Alexa Guarachi [en].

### 2020: Quarta rodada do Australian Open
Começando o ano de 2020 na 67ª posição, Gauff no Auckland Open derrotou Viktoria Kuzmova [en] antes de perder para Laura Siegemund na segunda rodada. Jogando duplas com McNally, Gauff chegou às semifinais.
No Australian Open, Gauff derrotou Venus Williams em dois sets na primeira rodada e Sorana Cîrstea na segunda, somando três Grand Slams consecutivos, onde chegou à terceira rodada. Ela derrotou a defensora do título Naomi Osaka nessa terceira rodada, tornando-se a jogadora mais jovem a derrotar uma jogadora do top 5 desde que Jennifer Capriati venceu Gabriela Sabatini no US Open de 1991. Na quarta rodada, ela perdeu para a eventual campeã, Sofia Kenin. Em duplas, Gauff e McNally registraram seu melhor resultado em um campeonato de Grand Slam até aquele momento, chegando às quartas de final antes de cair para as segundas cabeças de chave e eventuais campeãs, Kristina Mladenovic e Tímea Babos.
Gauff venceu duas das 50 melhores jogadoras no Lexington Challenger [en] antes de perder em dois sets para a número 49 do mundo, Jennifer Brady. No Western and Southern Open, disputado em Nova York, Gauff perdeu na primeira rodada para a número 21 do mundo, Maria Sakkari. No US Open, Gauff foi derrotado na primeira rodada por Anastasija Sevastova.
Gauff, 53ª colocada no ranking, derrotou o número 34 do mundo, Ons Jabeur, na primeira rodada do Aberto da Itália, antes de perder para a bicampeã de Grand Slam, Garbiñe Muguruza. No Aberto da França, Gauff derrotou a nona cabeça de chave e número 13 do mundo, Johanna Konta, na primeira rodada, mas acabou perdendo para Martina Trevisan em uma partida de segunda rodada em que Gauff cometeu 19 duplas faltas. No Ostrava Open, ela se classificou para a chave principal e foi derrotada pela número 12 do mundo, Aryna Sabalenka, na segunda rodada.

### 2021: Top 20, primeira quartas de final de simples e final de duplas em Major

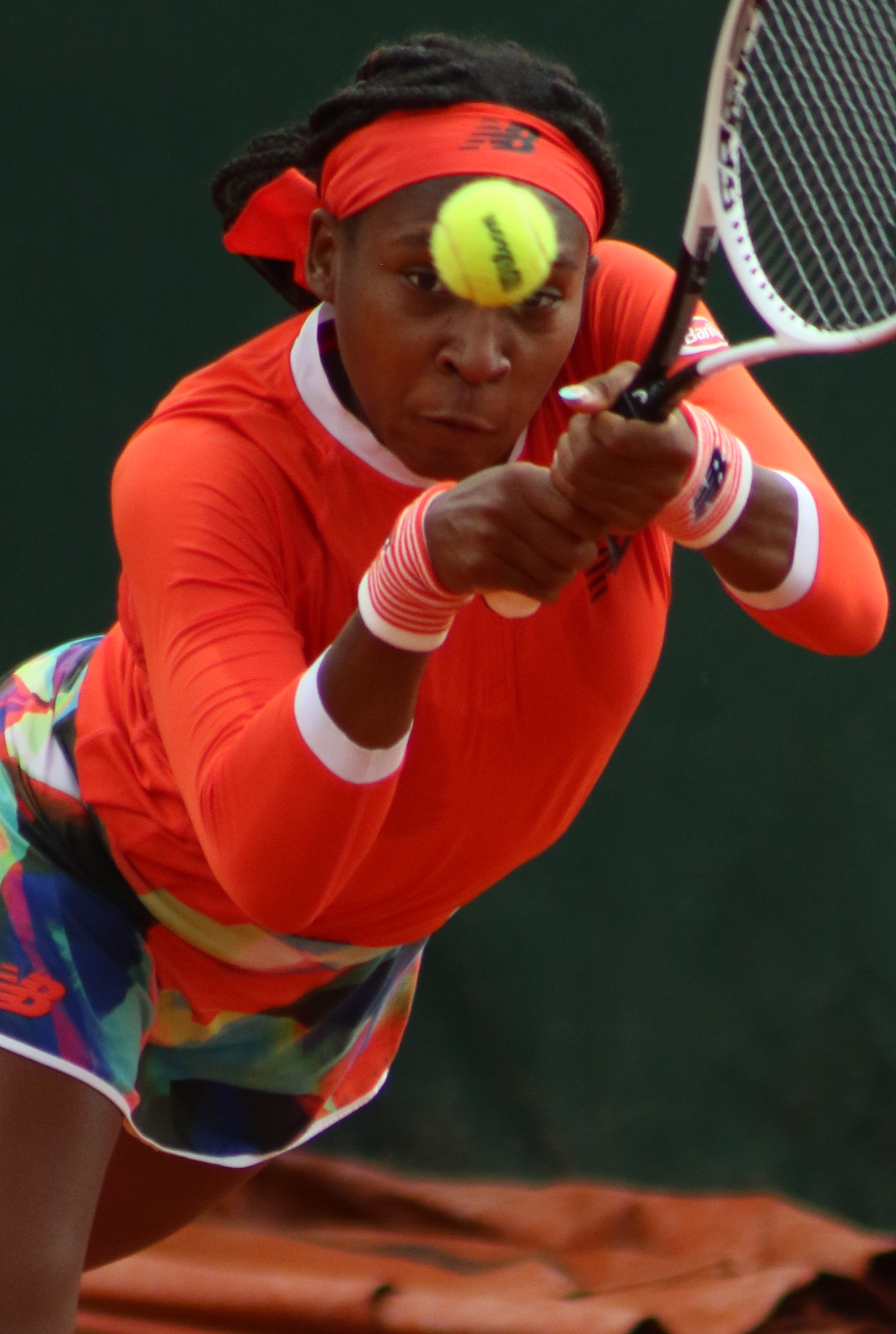
Coco Gauff em Roland Garros, 2021.

Começando o ano na 48ª posição, no Abu Dhabi Open, ela derrotou a norueguesa Ulrikke Eikeri [en] antes de cair na rodada seguinte para Maria Sakkari. No Australian Open, em simples, Gauff venceu novamente Jil Teichmann na primeira rodada, mas caiu nas oitavas de final para a quinta colocada Elina Svitolina, em dois sets. Em duplas, ela e McNally falharam para Demi Schuurs e Nicole Melichar nas quartas de final.
Em Adelaide, ela perdeu para a segunda cabeça de chave Belinda Bencic. Em duplas, ela fez parceria com a canadense Sharon Fichman, e elas foram eliminadas na primeira rodada para Duan Yingying e Zheng Saisai. Essa campanha a levou ao ponto mais alto de sua carreira, chegando ao 38º lugar em simples. Após o Dubai Championships, ela alcançou o 35º lugar em sua carreira em simples.
No Miami Open, ela disputou seu primeiro evento WTA 1000 enquanto era cabeça de chave (como a 31ª). Em maio, Gauff alcançou a primeira semifinal de um WTA 1000 de sua carreira no Aberto da Itália devido a então N° 1, Ashleigh Barty, retirando-se devido a uma lesão no braço direito na partida das quartas de final. Como resultado, ela entrou no top 30 pela primeira vez. Ela então perdeu para a eventual campeã, Iga Świątek. Gauff conquistou seu segundo título de simples e terceiro de duplas (com McNally) no  Emilia-Romagna Open em Parma. Ela se tornou a jogadora mais jovem a ganhar títulos de simples e duplas em um evento desde que Maria Sharapova conquistou os dois títulos no Birmingham Classic de 2004. Gauff subiu assim para novas classificações de carreira, ficando em 25º lugar mundial em simples e 41º em duplas. Gauff se tornou a americana mais jovem a fazer sua estreia no top 25 em quase 23 anos (Serena Williams, 8 de junho de 1998).
Como 24ª cabeça de chave no Aberto da França (sua primeira vez sendo cabeça de chave em um Grand Slam), ela venceu Aleksandra Krunić e Wang Qiang em dois sets, recebeu um "walkover" quanto liderava por um set a zero contra a 13ª cabeça de chave e vice-campeã do Australian Open, Jennifer Brady, e venceu Ons Jabeur, 25ª cabeça de chave, em apenas 53 minutos para chegar às quartas de final do Grand Slam. Como resultado, ela se tornou a jogadora feminina mais jovem (17 anos e 3 meses) a chegar às quartas de final de um Grand Slam desde Nicole Vaidišová no Aberto da França de 2006, a americana mais jovem a chegar às quartas de final em Roland Garros desde Jennifer Capriati em 1993 e a mais jovem americana a chegar às quartas de final de qualquer Grand Slam desde que Venus Williams chegou à final do US Open de 1997. Posteriormente, Gauff foi eliminada após perder em dois sets para a eventual campeã, a não cabeça de chave Barbora Krejčíková. Como resultado, ela alcançou um novo recorde na carreira, a 23ª posição, em junho de 2021.
Em Wimbledon, Gauff chegou à quarta rodada pela segunda vez consecutiva derrotando Elena Vesnina em dois sets em 70 minutos, e  Kaja Juvan também em dois sets na terceira rodada. Gauff perdeu sua próxima partida para Angelique Kerber em dois sets, eliminando-a do torneio. Ela também alcançou a terceira rodada em duplas com Caty McNally e, como resultado, entrou entre as 40 primeiras no ranking de duplas na 38ª posição em 12 de julho de 2021.
Aos 17 anos, ela foi selecionada para os Jogos Olímpicos de Verão de 2020 em Tóquio, tornando-se a segunda jogadora americana mais jovem depois de Jennifer Capriati que competiu aos 16 e a mais jovem tenista olímpica desde Mario Ančić em 2000. No entanto, ela testou positivo para COVID-19 e foi forçada a se retirar.
No Cincinnati Open, Gauff chegou à segunda rodada e perdeu para a segunda cabeça de chave e número 2 do mundo, Naomi Osaka.
No US Open, ela venceu Magda Linette na primeira rodada antes de cair para Sloane Stephens na próxima. Nas duplas femininas, Gauff e McNally chegaram à primeira semifinal de Grand Slam sem perder um set e, na final, elas perderam para Samantha Stosur e Zhang Shuai.

### 2022: Primeira final de simples em Major, top 5 de simples, nº 1 de duplas

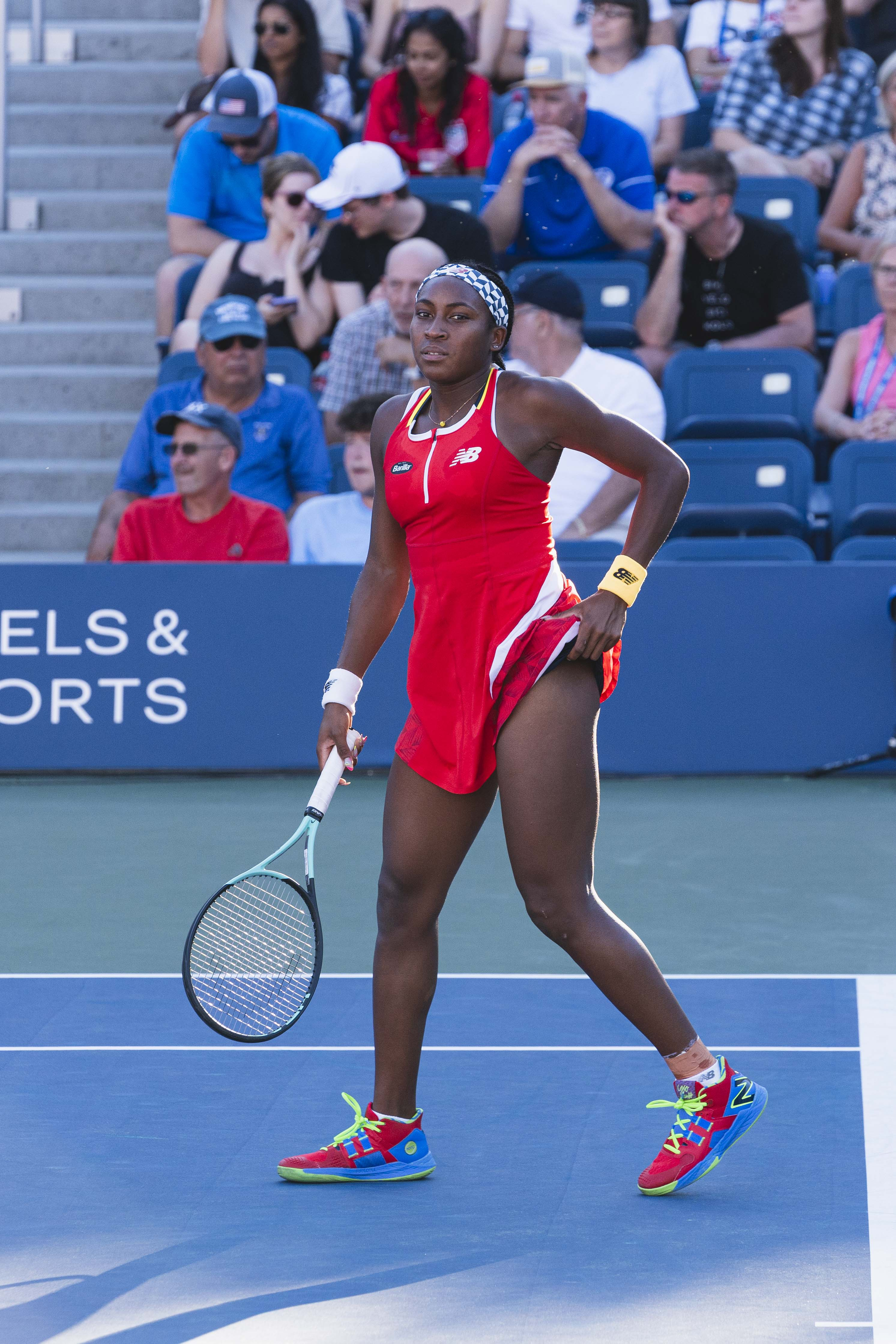
Coco Gauff no Us Open, 2022.

Como 18ª cabeça de chave no Australian Open, Gauff perdeu na primeira rodada para Wang Qiang em dois sets.
Em fevereiro, ela chegou às quartas de final do Qatar Open ao derrotar Shelby Rogers, Caroline Garcia e a terceira cabeça de chave Paula Badosa. Nas quartas de final, ela perdeu para a sexta cabeça de chave Maria Sakkari. Em duplas, ela fez parceria com Jessica Pegula para ganhar seu primeiro título de duplas em um WTA 1000, derrotando a dupla terceira cabeça de chave de Veronika Kudermetova e Elise Mertens na final. Com a vitória, ela alcançou o 10º lugar, o melhor de sua carreira, no ranking de duplas em 28 de fevereiro de 2022.
Gauff alcançou sua primeira final de simples em Majors no Aberto da França, derrotando Rebecca Marino, Alison Van Uytvanck, Kaia Kanepi, 31ª cabeça de chave Elise Mertens, Sloane Stephens e Martina Trevisan antes de perder para Iga Świątek em sets diretos. Ela chegou à final em duplas com Jessica Pegula, onde foram derrotadas por Caroline Garcia e Kristina Mladenovic. Como resultado, ela garantiu um novo recorde na carreira, ficando em 13º lugar no ranking mundial de simples e entre as 5 primeiras em duplas.
Depois de vencer suas duas primeiras partidas em Wimbledon como a 11ª cabeça de chave contra as romenas Elena-Gabriela Ruse e Mihaela Buzărnescu, Gauff perdeu na terceira rodada para a 20ª Amanda Anisimova em três sets. Como resultado, ela alcançou uma nova classificação mais alta na carreira, no 11º lugar do mundo, em 11 de julho de 2022.
Como sexta cabeça de chave no Silicon Valley Classic, ela chegou às quartas de final derrotando Anhelina Kalinina na primeira rodada, e em seguida Naomi Osaka, que salvou sete match points. Nas quartas de final, ela teve dificuldades com o saque e perdeu em dois sets para Paula Badosa. No Aberto do Canadá, ela se tornou a jogadora mais jovem a chegar consecutivamente às quartas de final no Canadá desde Jennifer Capriati em 1990 e 1991. Ela venceu a sexta cabeça de chave Aryna Sabalenka, um dia depois de derrotar a campeã de Wimbledon Elena Rybakina, vencendo ambas as partidas em um "tiebreak" no terceiro set. Ela perdeu para a eventual campeã Simona Halep, em sets diretos. Como terceira cabeça de chave em duplas no mesmo torneio, ela chegou às semifinais com Jessica Pegula derrotando as quintas cabeças de chave Desirae Krawczyk e Demi Schuurs. Em seguida, elas derrotaram Madison Keys/Sania Mirza nas semifinais e Nicole Melichar/Ellen Perez na final para ganharem seu segundo título WTA 1000 juntas. Como resultado, Gauff se tornou a jogadora de duplas número 1 do mundo.
No US Open, ela alcançou as quartas de final deste torneio Major pela primeira vez, com vitórias sobre a 20ª cabeça de chave Madison Keys e Zhang Shuai se tornando a mulher americana mais jovem a alcançar esse feito desde 2009, quando Melanie Oudin tinha 17 anos. Como resultado, ela garantiu uma estreia entre as 10 primeiras no ranking de simples, no 8º lugar do mundo após o torneio. Posteriormente, Gauff foi derrotada por Caroline Garcia, sets diretos. Como segunda cabeça de chave em duplas, Gauff e sua parceira Pegula foram derrotados na primeira rodada por Leylah Fernandez e Daria Saville.
Em outubro, Gauff se tornou a jogadora mais jovem em simples desde Maria Sharapova em 2005 a se classificar para o WTA Finals de final de ano. Ela e sua parceira Jéssica Pegula também se classificaram para o campeonato de duplas. Gauff e Pegula são as primeiras americanas desde as irmãs Williams em 2009 a se classificarem para os campeonatos de final de ano de simples e duplas.

### 2023: Campeã de duplas do Miami Open e de simples do Washington Open e do US Open

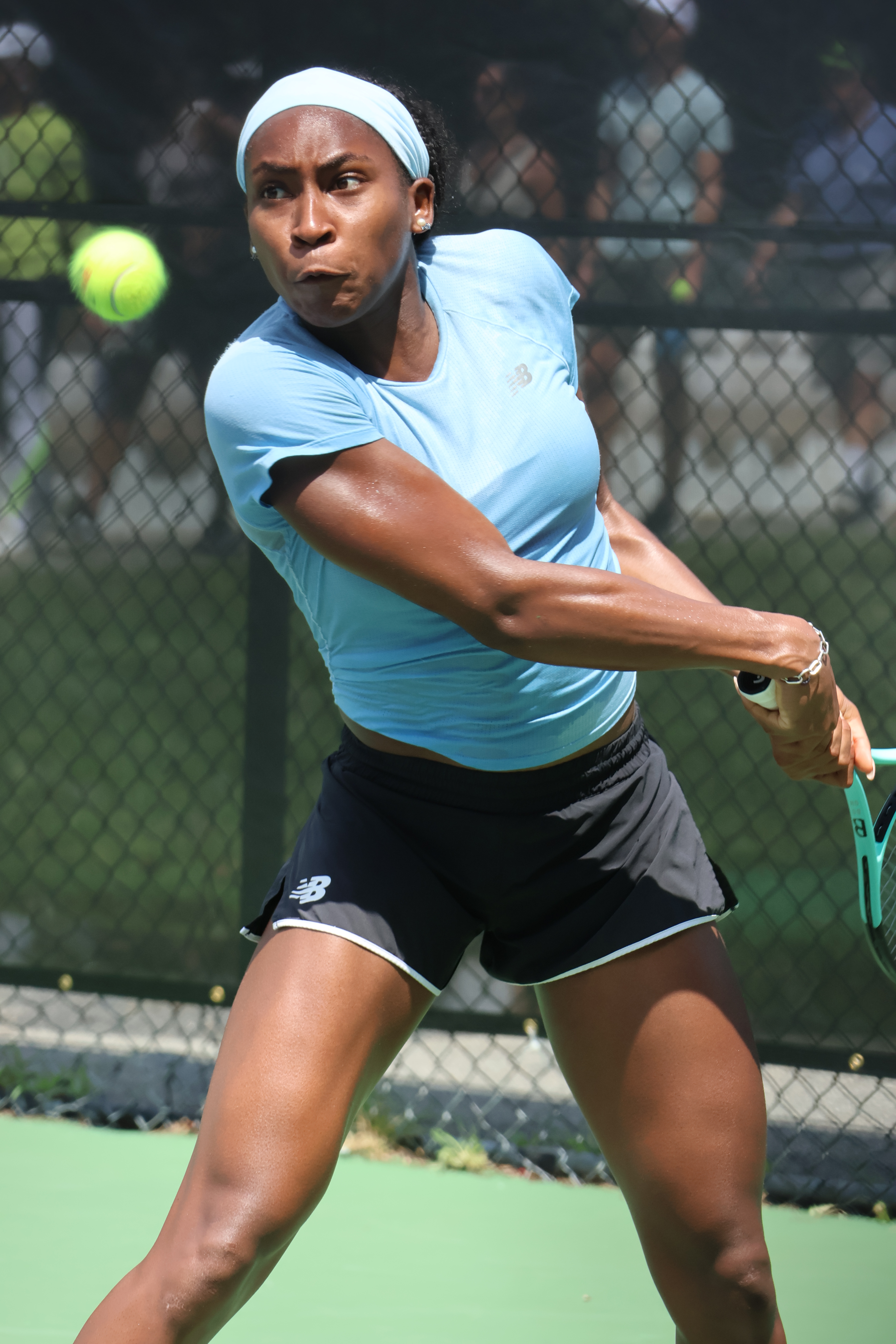
Coco Gauff no Washington Open, 2023.

Gauff começou a temporada no Auckland Open, onde derrotou Rebeka Masarova [en] na final em dois sets. No Australian Open, Gauff avançou para a quarta rodada, onde perdeu para Jeļena Ostapenko em dois sets. No Qatar Total Open, Gauff chegou às quartas de final depois de derrotar a bicampeã Petra Kvitová na segunda rodada. No mesmo torneio em duplas, Gauff e Jessica Pegula defenderam com sucesso seu título derrotando Lyudmyla Kichenok e Jeļena Ostapenko em uma partida de três sets. No Dubai Tennis Championships, ela chegou às semifinais depois de derrotar Madison Keys nas quartas de final antes de perder para Iga Świątek. Em Indian Wells, ela perdeu nas quartas de final para a segunda cabeça de chave e eventual vice-campeã Aryna Sabalenka. Em Miami, ela perdeu para a 27ª cabeça de chave Anastasia Potapova na terceira rodada. Em duplas no mesmo torneio, ela conquistou seu quinto título geral e o terceiro título de equipe em um WTA 1000 com sua parceira Jessica Pegula. Elas se tornaram a primeira dupla totalmente americana a ganhar o título de duplas do Miami Open em 22 anos, depois de derrotar Leylah Fernandez e Taylor Townsend na final.
Na temporada em quadras de saibro, Gauff não passou da segunda rodada em Stuttgart, Madri e Roma. Já no Aberto da França, ela chegou às quartas de final, onde perdeu para a então número um do mundo Iga Świątek em sets diretos. Na temporada em quadras de grama, ela iniciou com uma segunda rodada em Berlim. Na sequência, ela chegou à semifinal em Eastbourne onde perdeu para Madison Keys em sets diretos. Em Wimbledon no entanto, ela perdeu na primeira rodada em um jogo de três sets para uma surpreendente Sofia Kenin.
Em 6 de agosto, ela conquistou o título do Washington Open sem perder um set durante o torneio, derrotando Maria Sakkari na final. Foi seu primeiro título de simples em um torneio WTA 500 e seu maior título de simples até então. Logo no torneio seguinte, o WTA 1000 de Cincinnati, Gauff superou esse feito, vencendo a partida final sobre Karolína Muchová em sets diretos.
Em 9 de setembro, Gauff venceu o US Open, seu primeiro título em Majors de simples, derrotando Aryna Sabalenka em três sets e se tornando a primeira adolescente americana a vencer o US Open desde Serena Williams em 1999.
Depois de uma pausa para recuperação, Gauff iniciou a temporada asiática diretamente no Aberto da China, no qual chegou à semifinal que perdeu para Iga Świątek em sets diretos, encerrando sua sequência de 16 vitórias consecutivas.
O próximo torneio de Gauff foi o WTA Finals no qual ficou na segunda colocação na fase de grupos depois de vencer Ons Jabeur em sets diretos na primeira rodada, perder para Iga Świątek na segunda em sets diretos e vencer Markéta Vondroušová na terceira em jogo de três sets. Com isso chegou à semifinal contra a compatriota Jessica Pegula, jogo que perdeu em sets diretos.

### 2024: Primeira defesa de título, semifinal do Australian Open
Gauff começou o ano defendendo seu título no ASB Classic da temporada anterior com sucesso. Ela venceu Claire Liu [en] na primeira rodada, Brenda Fruhvirtova [en] na segunda, Varvara Gracheva nas quartas de final e Emma Navarro na semifinal, todos esses jogos em sets diretos. Na final, depois de perder o primeiro set no "tiebreak" acabou vencendo os dois sets seguintes mantendo o título. Depois dessa conquista, ela partiu para o Australian Open. Na campanha desse Major, como "cabeça de chave" N° 4, ela derrotou Anna Karolína Schmiedlová na primeira rodada, Caroline Dolehide na segunda, Alycia Parks na terceira e Magdalena Fręch na quarta, todos esses jogos sem perder um set. Em sua primeira quartas de final nesse Major, ela venceu Marta Kostyuk em jogo de três sets. Ela encerrou sua campanha no torneio perdendo a semifinal para a "cabeça de chave" N° 2, defensora do título e eventual bicampeã, Aryna Sabalenka em sets diretos.
Prosseguindo sua campanha em quadras duras, agora no Oriente Médio, Gauff participou do Qatar Open, onde perdeu para Katerina Siniakova na primeira rodada em sets diretos. No torneio seguinte, em Dubai, chegou às quartas de final onde perdeu para Anna Kalinskaya, em jogo de três sets. No giro americano, chegou à semifinal em Indian Wells onde perdeu para Maria Sakkari em jogo de três sets e em Miami, chegou às oitavas de final onde perdeu para Caroline Garcia em outro jogo de três sets.
Gauff iniciou a temporada em quadras de saibro no Porsche Tennis Grand Prix onde venceu Sachia Vickery na primeira rodada mais uma vez em jogo de três sets mas perdeu nas quartas de final para a eventual vice-campeã Marta Kostyuk em outro jogo de três sets. Já no Aberto de Madri, ela chegou às oitavas de final onde perdeu para Madison Keys em jogo de três sets. No Aberto de Roma ela teve um desempenho ainda melhor, chegando às semifinais. Para tanto, como cabeça de chave N° 3, venceu Magdalena Fręch em seu jogo de estreia em sets diretos, Jaqueline Cristian na rodada seguinte, em jogo de três sets e Paula Badosa também em três sets nas oitavas de final. Nas quartas de final, venceu a cabeça de chave N° 7 Zheng Qinwen em sets diretos, mas perdeu nas semifinais para a "cabeça de chave" N° 1, Iga Swiatek, também em sets diretos. Na chave de duplas desse torneio, com a parceira Erin Routliffe, elas conquistaram o vice-campeonato, perdendo para a dupla Sara Errani / Jasmine Paolini na final, em jogo de três sets. Já no Aberto da França, como cabeça de chave N° 3, venceu a vinda da qualificatória, Julia Avdeeva [en], na primeira rodada em sets diretos, venceu outra vinda da qualificatória, Tamara Zidanšek, na segunda, mais uma vez em sets diretos e venceu a cabeça de chave N° 30 Dayana Yastremska, na terceira, novamente em sets diretos. Nas oitavas de final, venceu Elisabetta Cocciaretto, em outro jogo de sets diretos, chegando às quartas de final. Nas quartas de final, enfrentou a cabeça de chave N° 8, Ons Jabeur, jogo que venceu em três sets de virada, garantindo vaga nas semifinais. Na sua semifinal, enfrentou a cabeça de chave N° 1, Iga Swiatek, jogo que acabou perdendo em sets diretos.
Gauff começou a temporada em quadras de grama pelo Berlim Ladies Open, no qual, como cabeça de chave N° 1, ficou de "bye" na primeira rodada. Em seguida, venceu Ekaterina Alexandrova em seu jogo de estreia em sets diretos, Ons Jabeur nas quartas de final quando a adversária desistiu da partida por um mal estar no início do segundo set, e perdeu para a cabeça de chave N° 4 e eventual campeã, a compatriota Jessica Pegula na semifinal em sets diretos porém equilibrados. Em Wimbledon, chegou às oitavas de final, onde perdeu para Emma Navarro em sets diretos. Na chave de duplas, em parceria com a mesma Jessica Pegula, chagaram às quartas de final. Nos Jogos Olímpicos, chegou às oitavas de final, tanto em simples quanto em duplas.
De volta às quadras duras na América do norte, Gauff participou do Aberto do Canadá, no qual chegou às oitavas de final. Em seguida, no Cincinnati Open, não passou da primeira rodada. Como defensora do título e cabeça de chave N° 3 no US Open, chegou até às oitavas de final.
Gauff deu início ao giro asiático no China Open, no qual passou por Clara Burel, Katie Boulter e Naomi Osaka nas primeiras rodadas. Nas quartas de final, venceu a vinda da qualificatória, Yuliia Starodubtseva [en], em jogo de três sets, na semifinal, venceu a cabeça de chave N° 15, Paula Badosa, em jogo de três sets. Na final, venceu Karolina Muchova, em sets diretos, ficando com o título. Logo em seguida, no Wuhan Open, chegou à semifinal, que perdeu para a cabeça de chave N° 1, Aryna Sabalenka, em jogo de três sets.
Como N° 3 do ranking, Gauff participou do WTA Finals em Riad, no qual, depois de passar pela fase de grupos, vencendo Iga Swiatek e Jessica Pegula e perdendo para Barbora Krejčíková, venceu a N° 1 do ranking, Aryna Sabalenka, na semifinal em sets diretos e Zheng Qinwen na final em jogo de três sets muito equilibrado decidido no "tiebreak", ficando com o título.

### 2025: Campeã em Roland Garros
Depois de abrir 2 sets a 0 na decisão de Roland Garros, Sabalenka viu Coco Gauff reagir com firmeza e conquistar o título em Paris. A final foi marcada por uma virada técnica e emocional da americana, que cresceu nos momentos decisivos e superou os números mais altos de erros da rival. O duelo teve cinco sets intensos e desempenho equilibrado nos pontos totais, com destaque para o percentual de devoluções e consistência de Gauff nas trocas de bola no saibro francês .

## Vida pessoal
Os ídolos do tênis de Gauff são Serena e Venus Williams. "Serena Williams sempre foi meu ídolo... e Vênus", disse ela. "Elas são a razão pela qual eu queria pegar uma raquete de tênis". Gauff conheceu Serena quando ela ganhou o torneio nacional "Little Mo" aos oito anos de idade, e mais tarde a encontrou novamente para filmar um comercial para a Delta Air Lines e também na Mouratoglou Academy. Depois de derrotar Venus em Wimbledon em 2019, Gauff elogiou Venus quando eles apertaram as mãos na rede. "Eu estava apenas agradecendo a ela por tudo que ela fez pelo esporte", disse ela. "Ela tem sido uma inspiração para muitas pessoas. Eu estava apenas agradecendo a ela".
Em uma postagem de 2020 em "Behind the Racquet", criada pelo tenista profissional Noah Rubin, Gauff afirmou que experimentou depressão e estresse relacionados à sua carreira esportiva. Seus pais esclareceram que ela não foi diagnosticada com depressão no sentido clínico e não procurou atendimento médico relacionado ao seu bem-estar psicológico.

## Estatísticas da carreira

### Quadros de linha de tempo
| V | F | SF | QF | #R | RR | Q# | NQ | NP | NO |

 •  (V) vencedor; (F) finalista; (SF) semifinalista; (QF) quartas de final; (#R) rodada 4, 3, 2, 1; (RR) round-robin; (Q#) rodada qualificatória;  (NQ) não qualificado; (NP) não participou;  (NO) não ocorreu; (TS) taxa de sucesso (eventos vencidos / participados); (V–P) jogos vencidos-perdidos.
 •  Para evitar confusões e contagem em duplicidade, esses quadros são atualizados após a conclusão de um torneio ou quando a participação de um jogador termina.

#### Simples
| Torneio           | 2018 | 2019 | 2020 | 2021 | 2022 | 2023 | TS     | V–P   | % de Vitórias |
| ----------------- | ---- | ---- | ---- | ---- | ---- | ---- | ------ | ----- | ------------- |
| Australian Open   | NP   | NP   | 4R   | 2R   | 1R   | 4R   | 0 / 4  | 7–4   | 64%           |
| Aberto da França  | NP   | Q2   | 2R   | QF   | F    | QF   | 0 / 4  | 15–4  | 79%           |
| Wimbledon         | NP   | 4R   | NH   | 4R   | 3R   | 1R   | 0 / 4  | 8–4   | 67%           |
| US Open           | Q1   | 3R   | 1R   | 2R   | QF   | V    | 1 / 5  | 14–4  | 78%           |
| Vencidos-Perdidos | 0–0  | 5–2  | 4–3  | 9–4  | 12–4 | 14–3 | 1 / 17 | 44–16 | 73%           |

#### Duplas
| Torneio           | 2019 | 2020 | 2021 | 2022 | 2023 | TS     | V–P   | % de Vitórias |
| ----------------- | ---- | ---- | ---- | ---- | ---- | ------ | ----- | ------------- |
| Australian Open   | NP   | QF   | QF   | 1R   | SF   | 0 / 4  | 10–4  | 71%           |
| Aberto da França  | 1R   | 3R   | 1R   | F    | SF   | 0 / 5  | 11–5  | 69%           |
| Wimbledon         | NP   | NH   | 3R   | NP   | 3R   | 0 / 2  | 4–2   | 67%           |
| US Open           | 3R   | 2R   | F    | 1R   | QF   | 0 / 5  | 8–4   | 67%           |
| Vencidos-Perdidos | 2–2  | 6–3  | 10–4 | 5–3  | 10–3 | 0 / 15 | 33–15 | 69%           |

### Finais de torneios Grand Slam

#### Simples: 2 (1 título, 1 finalista)
| Resultado | Ano  | Torneio          | Superfície | Oponente        | Placar        |
| --------- | ---- | ---------------- | ---------- | --------------- | ------------- |
| Perdeu    | 2022 | Aberto da França | Saibro     | Iga Świątek     | 1–6, 3–6      |
| Venceu    | 2023 | US Open          | Duro       | Aryna Sabalenka | 2–6, 6–3, 6–2 |

#### Duplas: 2 (2 vezes finalista)
| Resultado | Ano  | Torneio          | Superfície | Parceira       | Oponentes                           | Placar        |
| --------- | ---- | ---------------- | ---------- | -------------- | ----------------------------------- | ------------- |
| Perdeu    | 2021 | US Open          | Duro       | Caty McNally   | Samantha Stosur Zhang Shuai         | 3–6, 6–3, 3–6 |
| Perdeu    | 2022 | Aberto da França | Saibro     | Jessica Pegula | Caroline Garcia Kristina Mladenovic | 6–2, 3–6, 2–6 |